# Warwick Farm, New South Wales
Warwick Farm este o suburbie în Sydney, Australia.